# امیلی مای یونگ
امیلی مای یونگ (انگلیسی: Emily Mae Young؛ زادهٔ ۱۴ فوریهٔ ۱۹۹۰) یک هنرپیشه اهل ایالات متحده آمریکا است. 